# Rudy Santos
Rudy Santos (1953), mais conhecido por homem-polvo (por ter quatro braços e três pernas), é a pessoa com gêmeo parasita mais velha ainda viva.